# Loretta King Hadler
Loretta King Hadler (20 de agosto de 1917 - 10 de setembro de 2007), também conhecida como Loretta King ou Loretta Hadler, foi uma atriz estadunidense , nascida em Phoenix, Arizona. Ficou mais conhecida por sua carreira breve e por ter trabalhado como protagonista no filme A Noiva do Monstro, de Ed Wood. O filme foi lançado em 1955.
Na década de 1970, Loretta apareceu nos filmes Tough e Joey, ambos dirigidos por Horace Jackson. No primeiro filme, seu nome constava como Loretta Hadler, pois Loretta estava casada com Herman Hadler desde 1970. Em 2007, ela faleceu por causas naturais em Century City, Califórnia. Seu marido Herman tentou socorrê-la, sem sucesso.
Em 1994, Loretta King foi retratada no filme Ed Wood, filme biográfico do "Pior Diretor de Todos os Tempos" dirigido por Tim Burton. Ela foi interpretada por Juliet Landau, filha do ator Martin Landau, que em 1995 ganhou o Oscar de melhor ator coadjuvante por interpretar Béla Lugosi em Ed Wood. Pai e filha trabalharam no mesmo filme.
De acordo com o filme, Loretta se mudou de Phoenix para Hollywood a contragosto do pai e conheceu Ed Wood em um restaurante. Também ressalta que ela era alérgica a quaisquer tipos de líquidos. Wood acabou convencendo Loretta a colaborar com o financiamento do filme A Noiva do Monstro, que na época tinha o nome provisório de A Noiva do Átomo. Em troca, ela participaria do filme.
Wood ofereceu-lhe papéis secundários, mas ela preferiu fazer o papel da protagonista da película, Janet Lawton. Precisando de colaboração financeira, Wood, que contava com a namorada Dolores Fuller para interpretar a protagonista, acabou aceitando que Loretta King fosse a personagem principal da história. Dolores ficou com um papel secundário: interpretou uma recepcionista. O fato de ter sido renegada a interpretar a protagonista fez com que Dolores ficasse muito enciumada em relação a Ed Wood. Mais tarde, eles viriam a terminar o namoro, pois ela não suportava as extravagâncias e ideias de Ed.